# K팝스타 5
《K팝스타 5》는 SBS TV에서 2015년 11월 22일부터 2016년 4월 10일까지 방영되었다.

## 방송 시간
| 방송 채널 | 방송 기간                          | 방송 시간                 | 방송 분량         |
| --------- | ---------------------------------- | ------------------------- | ----------------- |
| SBS       | 2015년 11월 22일 ~ 2016년 4월 10일 | 일요일 오후 6:10 ~ 8:00   | 1시간 50분 (본방) |
| SBS       | 2015년 11월 29일 ~ 2016년 4월 17일 | 일요일 오전 10:50 ~ 12:00 | 1시간 10분 (재방) |

## 심사 위원
- 양현석 (YG 엔터테인먼트 대표, 프로듀서, 전 가수)
- 박진영 (JYP 엔터테인먼트 대표, 프로듀서, 가수, 작곡가)
- 유희열 (안테나 공동대표, 프로듀서, 음악가, 싱어송라이터, 작곡가, 그룹 토이 멤버)

## 우승 혜택
- 우승 상금 3억원
- 현대자동차 아이오닉
- 우승자 데뷔 음반 발매 기회 제공

## 순위
| 순위        | 이름                | 예명      | 소속사                 | 소속그룹                   |
| ----------- | ------------------- | --------- | ---------------------- | -------------------------- |
| 1위         | 이수정              | CHAI      | 안테나                 |                            |
| 2위         | 안예은              |           | 더블엑스, 前팬더웨일   |                            |
| Top4        | 려위위 (마진가S)    | 렉시 리우 | 88라이징               | 前마진가S                  |
| Top4        | 김예림 (마진가S)    | 예림      | 더블엑스               | 前열두달, 前마진가S        |
| Top4        | 조이스 리 (마진가S) |           |                        | 前마진가S                  |
| Top4        | 데니스 김 (마진가S) | 데니스    | 前바인, 前YG           | 前시크릿넘버, 前마진가S    |
| Top4        | 이시은              |           | HF                     |                            |
| Top6        | 우예린              |           | 루비레코드             | 前Moonlight, 前10Q프로젝트 |
| Top6        | 유제이              |           | 월드스타               |                            |
| Top8        | 정진우              |           | 인넥스트트렌드, 前산타 |                            |
| Top8        | 박민지              |           |                        |                            |
| Top10       | 주미연              |           | 뮤직파라디소           |                            |
| Top10       | 소피한              |           |                        |                            |
| Top18(11위) | 류진                |           |                        |                            |
| Top18(11위) | 서경덕              |           | 비볼드                 |                            |
| Top18(11위) | 유윤지              |           |                        |                            |
| Top18(11위) | 임하은              |           |                        |                            |
| Top18(11위) | 김영은              |           |                        |                            |
| Top18(16위) | 채지혜              |           |                        |                            |
| Top18(16위) | 김채란              | 한이서    | 더하기                 |                            |
| Top18(16위) | 박가경              |           |                        |                            |

## 고득점 무대
| 순위 | 이름    | 곡              | 점수 |
| ---- | ------- | --------------- | ---- |
| 1    | 이수정  | Stick-er        | 300  |
| 2    | 안예은  | Part Time Lover | 296  |
| 3    | 이수정  | 소녀            | 292  |
| 4    | 마진가S | 둘이서          | 286  |
| 4    | 안예은  | 봄이 온다면     | 286  |
| 6    | 안예은  | 말을 해봐       | 284  |
| 7    | 이수정  | 니가 사는 그 집 | 283  |
| 8    | 안예은  | 호구            | 278  |
| 8    | 이시은  | 한숨            | 278  |
| 10   | 이수정  | 편지            | 277  |

## 시청률
최저 시청률과 최고 시청률은 TNmS와 AGB닐슨에서 공개한 시청률입니다.
| 회차   | 방송일    | TNmS 시청률    | AGB 시청률     |
| 회차   | 방송일    | 대한민국(전국) | 대한민국(전국) |
| 2015년 | 2015년    | 2015년         | 2015년         |
| ------ | --------- | -------------- | -------------- |
| 1      | 11월 22일 | 10.1%          | 11.5%          |
| 2      | 11월 29일 | 9.3%           | 12.0%          |
| 3      | 12월 6일  | 9.3%           | 12.6%          |
| 4      | 12월 13일 | 9.3%           | 11.4%          |
| 5      | 12월 20일 | 10.0%          | 12.7%          |
| 6      | 12월 27일 | 9.6%           | 12.4%          |
| 2016년 |           |                |                |
| 7      | 1월 3일   | 9.6%           | 13.3%          |
| 8      | 1월 10일  | 9.9%           | 12.4%          |
| 9      | 1월 17일  | 10.6%          | 12.4%          |
| 10     | 1월 24일  | 11.2%          | 13.1%          |
| 11     | 1월 31일  | 11.8%          | 12.5%          |
| 12     | 2월 7일   | 9.6%           | 11.2%          |
| 13     | 2월 14일  | 11.5%          | 14.4%          |
| 14     | 2월 21일  | 9.5%           | 10.8%          |
| 15     | 2월 28일  | 10.1%          | 11.7%          |
| 16     | 3월 6일   | 10.1%          | 12.3%          |
| 17     | 3월 13일  | 10.9%          | 13.1%          |
| 18     | 3월 20일  | 9.9%           | 12.1%          |
| 19     | 3월 27일  | 9.9%           | 12.2%          |
| 20     | 4월 3일   | 10.8%          | 14.6%          |
| 21     | 4월 10일  | 10.1%          | 12.1%          |

## TOP 10 결정전 (TOP 18 배틀오디션)

### TOP 18 명단

#### JYP
- 김영은
- 소피한
- 박민지
- 유제이 (시즌 6 TOP 10 유지니의 언니)
- 채지혜
- 서경덕

#### YG
- 마진가 S (김예림,조이스 리,데니스 김, 려위위)
- 주미연
- 박가경 (가수 박상민의 장녀)
- 유윤지
- 김채란
- 임하은

#### 안테나 뮤직
- 이시은
- 안예은
- 이수정
- 정진우
- 우예린
- 류진

### TOP 18 배틀오디션 결과
- 조1위에는 TOP 10 진출하고 조2위는 조 2위간의 플레이 오프에 진출하며 그리고 조3위는 무조건 탈락이다.

### TOP 10 플레이 오프 명단
- 각조 2위를 했던 3명[3]과 공동 2위를 했던 4명[4] 그리고 F조 공동 2위[5]를 했던 3명을 포함한 10명 가운데 5명은 TOP 10 진출하고 5명은 최종탈락이다.

| 이름   | 조           |
| ------ | ------------ |
| 정진우 | A조 2위      |
| 박민지 | B조 2위      |
| 서경덕 | C조 2위      |
| 주미연 | 공동 D조 2위 |
| 류진   | 공동 D조 2위 |
| 소피한 | 공동 E조 2위 |
| 유윤지 | 공동 E조 2위 |
| 김영은 | 공동 F조 2위 |
| 안예은 | 공동 F조 2위 |
| 임하은 | 공동 F조 2위 |

### TOP 10 플레이 오프 결과
- 우예린 (1995년생,22세) (대한민국 서울특별시)[6]
- 주미연 (1991년생,25세) (대한민국 서울특별시)[7]
- 정진우 (1997년생,20세) (대한민국 서울특별시)[7][8]
- 안예은 (1992년생,25세) (대한민국 서울특별시)[7]
- 소피 한 (2001년생,16세) (미국 조지아주 애틀란타)[7]
- 박민지 (1998년생,19세) (대한민국 서울특별시)[7]

### 각 소속사 TOP 10 진출자
- JYP 3명 (소피 한,유제이,박민지)
- YG 2명 (마진가S,주미연)
- 안테나 5명 (이수정,이시은,우예린,안예은,정진우)

### 남녀별 TOP 10 진출자
- 남성 참가자 (1명):정진우
- 여성 참가자 (9명):안예은,마진가S (걸그룹),이시은,주미연,소피 한,이수정,우예린,유제이,박민지

## TOP 8 결정전 (TOP 10 경연전)
- 유희열,박진영,양현석 세 심사위원과 시청자 100명의 심사위원들이 평가한다.
- 각조 5명씩,2개조 (A조,B조)으로 나누어서 경연을 하며 각조 1,2,3위는 TOP 8 진출하며 각조 4,5위는 탈락자 후보로 지목되어 탈락자 후보 4명은 시청자 심사위원단의 현장 투표 결과로 따라서 2명은 최종 탈락이다.

### TOP 10 명단
- 마진가S
  - 조이스 리 (1998년생,19세) (미국 캘리포니아주 로스엔젤레스)
  - 데니스 김 (2001년생,15세) (미국 텍사스주 휴스턴)
  - 김예림 (1994년생,23세) (대한민국 인천광역시)
  - 려위위 (1998년생,19세) (중화인민공화국 후난성)
- 이수정 (1994년생,23세) (미국 일리노이주 시카고)
- 이시은 (1994년생,23세) (대한민국 경기도 고양시)
- 유제이 (2000년생,17세) (미국 뉴저지주)
- 우예린 (1995년생,22세) (대한민국 서울특별시)
- 주미연 (1991년생,26세) (대한민국 서울특별시)
- 정진우 (1997년생,20세) (대한민국 서울특별시)
- 안예은 (1992년생,25세) (대한민국 서울특별시)
- 소피 한 (2001년생,16세) (미국 조지아주 애틀란타)
- 박민지 (1998년생,19세) (대한민국 서울특별시)

### TOP 10 경연 순위결과
|     | A조     | B조     | 비교                                     |
| --- | ------- | ------- | ---------------------------------------- |
| 1위 | 우예린  | 안예은  | TOP 8 진출                               |
| 2위 | 이수정  | 박민지  | TOP 8 진출                               |
| 3위 | 정진우  | 마진가S | TOP 8 진출                               |
| 4위 | 유제이  | 이시은  | 시청자 심사위원 투표으로 통해 TOP 8 진출 |
| 5위 | 소피 한 | 주미연  | 최종 탈락자                              |

## TOP 6 (8강전) 결정전 (TOP 8 무대)
- TOP 8 무대는 1:1 대결이다 여기서 승자는 TOP 6 생방송 무대에 진출하고 패자는 탈락자 후보에 오른다.
- TOP 8 (8강전)는 생방송 무대를 앞둔 스튜디오에서 경연전이다.
- TOP 8 (8강전) 패자부활전은 한번 정도 경연하고 3사 심사위원의 평가를 하고 시청자 심사위원 투표로 패자 4명 가운데 2명은 생방송 무대에 진출한다.

### TOP 8 명단
- 안예은 (1992년생,25세) (대한민국 서울특별시) (TOP 10 경연 B조 1위)
- 박민지 (1998년생,19세) (대한민국 서울특별시) (TOP 10 경연 B조 2위)
- 마진가S (TOP 10 경연 B조 3위)
  - 조이스 리 (1998년생,19세) (미국 캘리포니아주 로스엔젤레스)
  - 데니스 김 (2001년생,15세) (미국 텍사스주 휴스턴)
  - 김예림 (1994년생,23세) (대한민국 인천광역시)
  - 려위위 (1998년생,19세) (중화인민공화국 후난성)
- 이시은 (1994년생,23세) (대한민국 경기도 고양시) (TOP 10 경연 B조 4위)
- 우예린 (1995년생,22세) (대한민국 서울특별시) (TOP 10 경연 A조 1위)
- 이수정 (1994년생,23세) (미국 일리노이주 시카고) (TOP 10 경연 A조 2위)
- 정진우 (1997년생,20세) (대한민국 서울특별시) (TOP 10 경연 A조 3위)
- 유제이 (2000년생,17세) (미국 뉴저지주) (TOP 10 경연 A조 4위)

### TOP 8 경연
|       | 승자    | 비교                   | 패자   | 비교                              | JYP의 선택 | YG의 선택 | 안테나의 선택 |
| ----- | ------- | ---------------------- | ------ | --------------------------------- | ---------- | --------- | ------------- |
| 1경기 | 마진가S | TOP 6 생방송 무대 진출 | 이수정 | TOP 6 생방송 무대 패자부활전 진출 | 마진가S    | 마진가S   | 마진가S       |
| 2경기 | 안예은  | TOP 6 생방송 무대 진출 | 이시은 | TOP 6 생방송 무대 패자부활전 진출 | 안예은     | 이시은    | 안예은        |
| 3경기 | 우예린  | TOP 6 생방송 무대 진출 | 정진우 | 최종 탈락                         | 우예린     | 우예린    | 우예린        |
| 4경기 | 유제이  | TOP 6 생방송 무대 진출 | 박민지 | 최종 탈락                         | 유제이     | 유제이    | 박민지        |

## TOP 4 결정전 (TOP 6 생방송 무대)
- 여기서 뽑힌 TOP 6는 생방송 무대에 돌입한다.
- 이번 TOP 6 생방송 무대는 TOP 4 (4강전 진출자)를 결정하는 무대이다.
- 심사위원 점수 60%, 시청자 문자투표 40%를 합산한 결과로 점수가 높은 4명은 TOP 4 (4강전) 생방송 무대에 진출한다.

### TOP 6 명단자
- 마진가S (TOP 8 경연 1경기 승자)
  - 조이스 리 (1998년생,19세) (미국 캘리포니아주 로스엔젤레스)
  - 데니스 김 (2001년생,15세) (미국 텍사스주 휴스턴)
  - 김예림 (1994년생,23세) (대한민국 인천광역시)
  - 려위위 (1998년생,19세) (중화인민공화국 후난성)
- 안예은 (1992년생,25세) (대한민국 서울특별시) (TOP 8 경연 2경기 승자)
- 이시은(1994년생,23세) (대한민국 경기도 고양시)
- 우예린 (1995년생,22세) (대한민국 서울특별시) (TOP 8 경연 3경기 승자)
- 유제이 (2000년생,17세) (미국 뉴저지주) (TOP 8 경연 4경기 승자)
- 이수정 (1994년생,23세) (미국 일리노이주 시카고) (TOP 8 경연에서 패자 4

## TOP 2 (4강전) 결정전 (TOP 4 생방송 무대)
- 이번 TOP 4 (4강전) 생방송 무대는 결승자 진출 2명을 결정하는 무대이다.
- 심사위원 점수 60%, 시청자 문자투표 40%를 합산한 결과로 점수가 높은 2명은 결승전 생방송 무대에 진출한다.

### TOP 4 명단
- 이수정(1994년생,23세) (미국 일리노이주 시카고)
- 안예은(1992년생,25세) (대한민국 서울특별시)
- 이시은(1994년생,23세) (대한민국 경기도 고양시)
- 마진가S
  - 조이스 리 (1998년생,19세) (미국 캘리포니아주 로스엔젤레스)
  - 데니스 김 (2001년생,15세) (미국 텍사스주 휴스턴)
  - 김예림 (1994년생,23세) (대한민국 인천광역시)
  - 려위위 (1998년생,19세) (중화인민공화국 후난성)

### TOP 4 각 분야 진출자
- 솔로 (3) (이수정,안예은,이시은)
- 걸그룹 (1) (마진가S)

### TOP 4 경연결과
| 심사위원점수순위 | 참가자  | 심사위원점수 | 결과      |
| 1위              | 이수정  | 283          | 결승 진출 |
| 2위              | 안예은  | 278          | 결승 진출 |
| 3위              | 마진가S | 273          | 최종 탈락 |
| 4위              | 이시은  | 269          | 최종 탈락 |
| ---------------- | ------- | ------------ | --------- |

## 결승전 (TOP 2 생방송 무대)
- 3사 심사위원 점수 & 시청자 실시간 문자 투표를 합산해서 시즌 5의 우승자를 가린다.
- 결승전 1라운드는 개인 자유곡이며, 결승전 2라운드는 상대방의 곡을 바꿔서 부른다.
- 시즌5 우승자는 자기가 가고 싶은 소속사 3사 (JYP,안테나,YG) 가운데 1개 회사를 선택한다.

### 결승전 진출자 명단
- 이수정(1994년생,23세) (미국 일리노이주 시카고)
- 안예은(1992년생,25세) (대한민국 서울특별시)

### 결승전 각 분야 진출자
- 솔로 (2) (이수정,안예은)

### 결승전 경연 결과
| 순위 | 참가자 | 심사위원 점수 (1라운드,개인 자유곡) | 심사위원 점수 (2라운드,상대방 노래를 부르기) | 심사위원 점수 합계 (1·2라운드 합산) | 비고          |
| 1위  | 이수정 | 277                                 | 300                                          | 577                                 | 시즌 5 우승   |
| 2위  | 안예은 | 284                                 | 296                                          | 580                                 | 시즌 5 준우승 |
| ---- | ------ | ----------------------------------- | -------------------------------------------- | ----------------------------------- | ------------- |

## 방송 종영 후 출연진들의 캐스팅
| 소속사               | 캐스팅 명단         |
| -------------------- | ------------------- |
| 안테나               | 이수정              |
| YG 엔터테인먼트      | 데니스 김 (마진가S) |
| JYP 엔터테인먼트     | 없음                |
| 인디레이블 팬더웨일  | 안예은              |
| HF뮤직컴퍼니         | 이시은              |
| 산타뮤직             | 정진우              |
| 더블엑스엔터테이먼트 | 김예림 (마진가S)    |
| 애스토리엔터테이먼트 | 아이리스 황         |

## 기타 사항
- TOP 10,TOP 8 (8강전)는 스튜디오 무대에서 경연 한다
- TOP 6,TOP 4 (4강전),결승전은 생방송 무대이다

## 경쟁 프로그램
- 일요일이 좋다
  - 런닝맨 (1부 프로그램)

- 해피선데이
  - 슈퍼맨이 돌아왔다 (1부 프로그램)
  - 1박2일 (2부 프로그램)

- 일밤
  - 미스터리 음악쇼 복면가왕 (1부 프로그램)
  - 진짜 사나이 (2부 프로그램)